# Червоноквитовский сельский совет
Червоноквитовский сельский совет (укр. Червоноквітівська сільська рада) — входит в состав Полтавского района Полтавской области Украины.
Административный центр сельского совета находится в с. Червоные Квиты.

## Населённые пункты совета
- с. Червоные Квиты
- с. Жирки
- с. Кустоловы Кущи
- с. Прогресс
- с. Степовое